# IBM Generalized Markup Language
GML, sigla en inglés de IBM Generalized Markup Language, o lenguaje de marcas generalizado de IBM, es un conjunto de macros que implementan etiquetas de marcado para el procesador de texto de IBM, SCRIPT, SCRIPT/VS. Es, por otra parte, el componente principal de «IBM's Document Composition Facility (DCF)», un conjunto inicial de etiquetas de GML incluido en DCF.
GML fue desarrollado entre 1969 y 1970 por Charles Goldfarb, Edward Mosher y Raymond Lorie (cuyas iniciales de apellido fueron usados por Goldfarb para crear el término GML).
Al usar GML, un documento recibe un formato que define qué tipo de texto es (en términos de párrafos, cabeceras, listas, tablas, etc.). El documento puede ser automáticamente formateado por varios dispositivos simplemente especificando un perfil para el dispositivo. Por ejemplo, es posible dar formato a un documento para impresora láser o de matriz de puntos, simplemente especificando un perfil para el dispositivo en cuestión sin modificar el documento en sí.
El desarrollo de GML cambiaría en 1986 según la norma ISO 8879 al Standard Generalized Markup Language (SGML), que es un estándar ISO para definir lenguajes de marcas generales para documentos descendiente del GML. 
El Extensible Markup Language (XML) fue inicialmente un desarrollo de SGML, simplificado y ágil, que ha sobrepasado a éste, en términos de aceptación y apoyo en todo el mundo.

## Ejemplo de un documento GML
Un script GML está compuesto de marcas que están precedidas del símbolo del doble punto (:):
```
:h1.Chapter 1:  Introduction

:
p.GML supported hierarchical containers, such as

:
ol.

:
li.Ordered lists (like this one),

:
li.Unordered lists, and

:
li.Definition lists

:
eol.
as well as simple structures.

:
p.Markup minimization (later generalized and formalized in SGML),
allowed the end-tags to be omitted for the "h1" and "p" elements.
```

## Programas relacionados
A principios de la década de 1980, IBM desarrolló una herramienta de publicaciones llamada Information Structure Identification Language (ISIL) basada en GML. ISIL fue usada para generar mucha de la documentación del IBM PC y otros productos al mismo tiempo. A finales de los 80, un producto comercial llamado BookMaster se basó mayoritariamente en ISIL.
También a principios de los 80, Don Williams en IBM desarrolló DWScript para usar el SCRIPT/VS en el IBM PC. En 1986, desarrolló una versión para PC de ISIL llamada DWISIL. Estos productos fueron usados internamente sólo en IBM.